# Kółko (Niepołomice)
Kółko – dawna osada, a dziś niestandaryzowana część miasta osiedla Jazy w Niepołomicach, położona w jego północnej części, bezpośrednio nad rzeką Wisłą. Od południowego zachodu sąsiaduje ze Świdową, od południa z Jazami, natomiast od wschodu i północnego wschodu z Mszęcinem.
W rejonie tym występuje jedynie zabudowa jednorodzinna.
Dawniej samodzielna wieś i gmina jednostkowa.